# Libéral Bruant

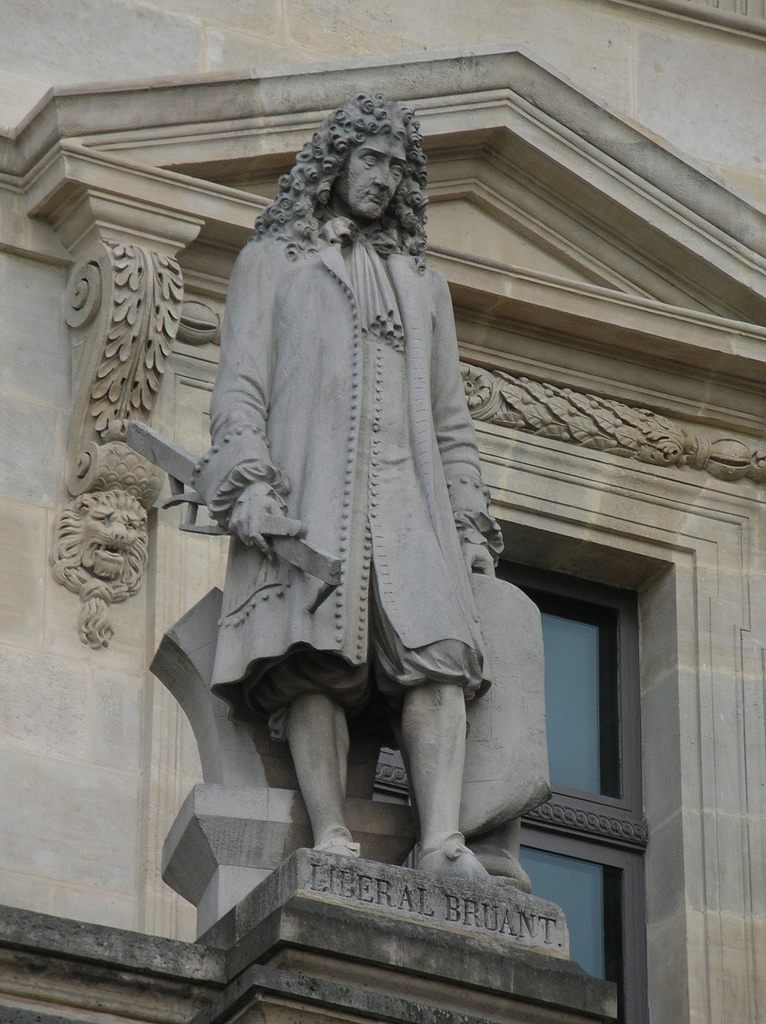
Standbeeld van Libéral Bruant op de Cour Napoléon van het Palais du Louvre

Libéral Bruant, ook geschreven als Libéral Bruand, (Parijs, ca. 1636 - aldaar, 22 november 1697) was een Frans architect, architect des konings (van Lodewijk XIV). Bruant was een van de belangrijkste vertegenwoordigers van het "Franse classicisme", een barokstijl die zich wilde afzetten tegen de uitbundigere Italiaanse barokstijl.
Bruant was het meest opvallende lid van een familie die een lange reeks architecten voortbracht die actief waren van de 16e tot de 18e eeuw. Ook zijn vader Sébastien Bruant was architect aan het hof, en zijn oudere broer Jacques Bruant tekende voor meerdere stadspaleizen in Parijs.
In 1660 was Bruant de architect die werd gekozen voor de restauratie van het oude arsenaal en de salpeterfabriek van Lodewijk XIII (de Salpêtrière), dat werd omgebouwd tot wat 's werelds grootste hospice zou worden, het Hôpital de la Salpêtrière, tegenwoordig het Pitié-Salpêtrière Ziekenhuis.
Hij ontwierp het Hôtel des Invalides in Parijs, dat nu wordt gedomineerd door de Dôme des Invalides, de koepel van de Cathédrale Saint-Louis-des-Invalides die is gebouwd door Jules Hardouin-Mansart, zijn medewerker in eerdere stadia van de bouw van het gehele hospitaalcomplex.
In de Rue de la Perle in de Parijse wijk Le Marais ligt het Hôtel Libéral Bruant, zijn eigen privéwoning of hôtel particulier, in 1685 voor zichzelf ontworpen, van 1976 tot 2003 was hier het Musée de la Serrure gevestigd.
In 1671 werd hij een van de eerste acht leden van de Académie royale d'architecture, opgericht door Lodewijk XIV.

## Bekende realisaties
- Hôtel des Invalides
- Hôpital de la Salpêtrière
- Basilique de Notre-Dame-des-Victoires (medeontwerper)

- KulturNav: ee86075f-f741-49b8-80ae-a74768425e70
- RKD-Nederlands Instituut voor Kunstgeschiedenis: 339807
- Système universitaire de documentation: 076902404
- Union List of Artist Names: 500001472
- Virtual International Authority File: 307207338